# Gekijōban Fate/kaleid liner Prisma Illya: Sekka no chikai
Gekijōban Fate/kaleid liner Prisma Illya: Sekka no chikai (劇場版Fate/kaleid liner プリズマ☆イリヤ 雪下の誓い?, Gekijō-ban Fate/kaleid liner Purizuma ☆ Iriya sekka no chikai, lett. "Fate/kaleid liner Prisma Illya versione cinematografica: Il giuramento sotto la neve") è un film d'animazione cinematografico giapponese, prequel del manga Fate/kaleid liner Prisma Illya di Hiroshi Hiroyama; è stato distribuito nelle sale giapponesi il 26 agosto 2017. La trama segue un adolescente di nome Shirō Emiya che viene coinvolto nella quinta guerra del Santo Graal per proteggere sua sorella adottiva, Miyu Satsuki, dall'essere usata come sacrificio dal clan Ainsworth.
Il film è stato annunciato per la prima volta il 21 settembre 2016 quando è andato in onda il finale della quarta stagione dell'anime Fate/kaleid liner Prisma Illya 3rei. Shin Ōnuma e Silver Link sono tornati dalla serie anime rispettivamente per dirigere e produrre la pellicola. La cantante ChouCho ha interpretato due sigle che si possono udire nel finale e sono incentrate principalmente sulle azioni di Shirō.
Il film ha incassato 1 118 410 $ in Giappone, mentre le uscite home video in DVD e Blu-ray sono state tra le più vendute sul mercato nipponico entro il 2018. L'accoglienza della critica nei confronti del film è stata positiva per la sua gestione di una versione alternativa di Shirō e delle sue battaglie nella guerra per il Graal.

## Trama
Un giovane Shirō Emiya e il suo padre adottivo Kiritsugu si recano nella città di Fuyuki per indagare sulla famiglia Sakatsuki, che si dice stia ospitando un bambino con potenti abilità magiche. Tuttavia, arrivati sul luogo trovano il centro abitato avvolto in un enorme vortice nero il quale è bandito da una luce misteriosa. Attraversando le rovine trovano e salvano Miyu, ovvero la bambina che stavano cercando. Kiritsugu spiega che Miyu ha il potere di esaudire i desideri incondizionatamente e che la tempesta è stata probabilmente causata quando è stata inavvertitamente esposta ai pensieri e ai desideri degli umani, così Kiritsugu dichiara che userà le sue capacità per salvare l'umanità. Shirō e Kiritsugu portano Miyu a casa loro, dove il secondo chiarisce al figlio che dovrebbero considerarla solo uno strumento e non un essere umano. Indipendentemente da ciò, Shirō inizia a legare con Miyu e Kiritsugu muore prima che possa imparare a usare i poteri di Miyu.
Cinque anni dopo, Shirō vive come un normale studente delle superiori con Miyu, la quale è diventata sua sorella minore adottiva, e frequenta la scuola con i suoi compagni di classe Julian e Sakura. Durante questo periodo, i poteri di Miyu sono scomparsi crescendo, come inizialmente aveva temuto Kiritsugu. Shirō decide che è arrivato il momento di lasciare che Miyu viva il mondo fuori dalla porta di casa, e la giovane ragazza afferma di voler vedere l'oceano. Sentendosi in colpa per le sue azioni passate, la porta alle rovine della casa della sua famiglia originale, dove ammette che lui e Kiritsugu l'hanno originariamente ospitata per sfruttare i suoi poteri e non per salvarla. Julian si presenta sulla scena, dicendo a Shirō che aveva cercato Miyu negli ultimi cinque anni per completare un particolare rituale che aveva iniziato. Shirō si rende conto che Julian è stato la causa del vortice che ha consumato Fuyuki e tenta di proteggere Miyu, ma viene sconfitto dal suo oppositore e dalla sua seguace Angelica che lo credono morto mentre Miyu viene rapita.
Successivamente Shirō si sveglia e scopre di essere stato affidato alle cure di un prete locale, Kirei Kotomine. Questi spiega che Julian fa parte della famiglia Ainsworth, un'antica stirpe di maghi che prevedeva la fine dell'umanità e cercava di scongiurare la catastrofe esprimendo un desiderio al Santo Graal. Tuttavia, i loro quattro tentativi passati di ottenerlo durante la guerra del Santo Graal si sono conclusi con un fallimento, e il quarto conflitto ha provocato il vortice che ha distrutto gran parte di Fuyuki. Tuttavia, in quest'occasione, Julian intende usare Miyu come sacrificio per dare inizio alla quinta guerra del Graal. Kirei dice a Shirō dove si trova il nascondiglio di Julian, ma il ragazzo non riesce a penetrare le sue difese magiche. Sakura quindi gli fa visita e lo informa che la quinta guerra del Graal è iniziata e che ai partecipanti sono state date delle Carte Servant speciali che possono infondere in loro il potere di uno spirito eroico. Ne offre una a Shirō per dargli la possibilità di salvare Miyu, ma ammette che preferirebbe che lui lasciasse la città piuttosto che vederlo coinvolto nel conflitto in quanto prova dei sentimenti per lui. Vengono quindi attaccati da suo fratello maggiore Shinji, che detiene la carta di Assassin. Sakura viene uccisa e Shirō usa la sua carta di Archer per potenziarsi e uccidere Shinji, che si rivela essere semplicemente un burattino inviato da Julian.
Con il potere di Archer, Shirō inizia a dare la caccia agli altri possessori delle carte dei Servant e ad ucciderli, ma anche questi si rivelano essere semplicemente dei burattini inviati da Julian. Quest'ultimo intanto osserva i progressi di Shirō insieme a Miyu, che ora vede sé stessa unicamente come uno strumento da usare e non fa nulla per sventare i piani del suo rapitore. Kirei si congratula con Shirō per aver vinto la quinta guerra del Graal e lo indirizza in un'antica grotta dove è detenuta Miyu, qui il ragazzo continua a perlustrarla finché non si riunisce alla sorella. Decide di usare il suo desiderio per inviare Miyu in un mondo diverso dove possa trovare la felicità nonostante vada contro i desideri di Kiritsugu. Quando il desiderio si avvera, Shirō affronta Angelica, la detentrice della vera carta di Archer. Dopo aver usato la propria carta per realizzare il suo desiderio, Shirō è costretto a combattere Angelica con le sue stesse abilità. Mentre Shirō viene sopraffatto e sconfitto, riesce comunque a guadagnare abbastanza tempo per completare il rituale e Miyu viene trasportata altrove. Miyu si sveglia quindi in una Fuyuki alternativa, ora con l'obiettivo di trovare le carte di quel mondo per salvare il fratello.

## Produzione
Fate/Kaleid Liner Prisma Illya è un manga spin-off della visual novel Fate/stay Night scritta da Kinoko Nasu, incentrata su Shirō Emiya e tre trame parallele riguardanti la sua partecipazione alla guerra del Santo Graal. Sebbene il manga si concentri sul personaggio che gli dà il titolo, Illya, Hiroyama ha sceneggiato una serie di flashback in Fate/kaleid liner Prisma Illya 3rei! incentrati su Shirō e Miyu. Già esperto nel disegnare Shirō prima di iniziare a lavorare al manga spin-off di Illya, Hiroyama non ha avuto problemi con questa versione del personaggio, che ha definito come uno dei protagonisti del manga per via dell'attenzione che gli ha dato durante i flashback riguardanti il suo passato; similmente alla visual novel originale, Hiroyama voleva che Shirō scegliesse un percorso durante i suoi flashback mentre si imbarcava in una missione per proteggere sua sorella Miyu quando combatteva contro Shinji. Il film adatta i volumi 7 e 8 del manga 3rei!. Il lungometraggio è stato annunciato per la prima volta il 21 settembre 2016 quando è andato in onda l'ultimo episodio della quarta stagione dell'anime, Fate/kaleid liner Prisma Illya 3rei; in tale occasione è stato confermato dagli ultimi secondi della puntata in cui Shirō annuncia al gruppo di Illya di volergli raccontare ciò che era successo a lui e Miyu. Il 10 febbraio 2017, l'account Twitter dell'anime ha confermato il titolo della pellicola, Gekijōban Fate/kaleid liner Prisma Illya: Sekka no chikai (劇場版Fate/kaleid liner プリズマ☆イリヤ 雪下の誓い?, Gekijō-ban Fate/kaleid liner Purizuma ☆ Iriya sekka no chikai, lett. "Fate/kaleid liner Prisma Illya versione cinematografica: Il giuramento sotto la neve").
Hiroyama ha lavorato con lo staff dell'anime e ha affermato che, sebbene diverse parti della storia fossero state modificate, il film era fedele alla versione originale. Tuttavia, si è astenuto dal rivelare di più sulla pellicola ai fan. Il regista Shin Ōnuma ha lavorato al lungometraggio con l'idea di concentrarsi sulle azioni dei personaggi, prestando allo stesso tempo la massima attenzione alle scene di combattimento per renderle molto attraenti per gli spettatori. Per promuovere il film, Takashi Takeuchi, l'artista originale della visual novel di Fate/stay night, ha creato un poster con il Shirō di Hiroyama, che è stato dato agli spettatori quando il lungometraggio è stato proiettato in Giappone. Hiroyama ha risposto con entusiasmo a questa promozione. Il doppiatore di Shirō, Noriaki Sugiyama, ha descritto l'opera come una versione più oscura del genere delle ragazze magiche precedentemente esplorato nella serie dedicata ad Illya.
Sugiyama ha affermato che l'idea di esplorare la storia di Shirō in un film piuttosto che in una serie televisiva sembrava interessante. Ha aggiunto: "Shirō è un filantropo in qualsiasi mondo. È un ragazzo che desidera la felicità di coloro che lo circondano, come Miyu e Illya". Kaori Nazuka, che ha prestato la voce a Miyu Satsuki, ha sostenuto che il suo personaggio aveva un notevole arco caratteriale in questi spin-off grazie alla sua relazione in continuo sviluppo con Shirō. Quando gli è stato chiesto quale fosse la sua scena preferita, Sugiyama ha fatto riferimento a quella finale per via dell'attraente dimostrazione della caratterizzazione di Shirō, come mostrato dall'impatto della frase finale che Shirō ha detto a Miyu. Hiroyama credeva che la voce di Shirō presente in questo film avesse un senso di sicurezza maggiore rispetto al suo manga.
Il film utilizza le sigle Kaleidoscope e "Usubeni no tsuki (薄紅の月?) di ChouCho. ChouCho ha realizzato due canzoni incentrate sulla relazione tra Shirō e Miyu, che sono al centro della trama, descrivendola come commovente per via dello stretto legame che i fratelli hanno fra loro. Il brano Kaleidoscope si concentra principalmente sul punto di vista di Shirō quando incontra per la prima volta Miyu, e lei diventa una delle persone più importanti che abbia mai incontrato. Tuttavia, per via della trama della pellicola, i testi sono stati scritti per mostrare un tono più cupo riguardo allo sviluppo di ciò che accade ai due fratelli. Pur non essendo una canzone riguardante Shirō, ChouCho affermò che ascoltandola, gli spettatori avrebbero trovato un sostenimento maggiore per il personaggio.
Per promuovere la pellicola, il gruppo "Cure Maid Cafe" ha creato un negozio dedicato tra agosto e settembre 2017, con articoli basati sui personaggi presenti nella storia. Un'altra promozione riguardava il ramen di Moukotanmen Nakamoto ispirato al film Hiyashi Prism Ramen. Tale film è uscito in Giappone il 31 gennaio 2018. La mostra speciale tenutasi in quel periodo vedeva i doppiatori fare degli autografi ai loro fan. Le edizioni speciali delle uscite home video presentano un'illustrazione di Shirō disegnata da Hiroyama e un cortometraggio in cui Shirō e Sakura discutono dei cambiamenti che il film ha avuto rispetto alla versione cartacea originale. La colonna sonora originale è stata pubblicata il 26 agosto 2017. Il film è uscito nelle regioni inglesi il 14 luglio 2020 con il titolo Fate/Kaleid Liner Prisma Illya: Vow in the Snow.

## Accoglienza
Il film ha debuttato al primo posto nella classifica dei mini-cinema in Giappone nel 2017 per tre settimane consecutive. Nella sua quarta settimana, è sceso al secondo posto dietro a Haikyu!! saino a sense. Il film ha incassato 1 118 410 $ in Giappone.
Sia i DVD che i Blu-ray hanno avuto a loro volta vendite positive in Giappone, vendendo rispettivamente 1 258 e 10 716 copie alla loro prima uscita. Alla fine del 2017, l'edizione limitata Blu-ray aveva venduto 12 939 unità. In un sondaggio di Anime!Anime!, il film si è classificato come il 17° miglior film uscito nell'anno. Il singolo Kaleidoscope ha raggiunto il 61º posto nelle classifiche Oricon.
Lo scrittore Kenji Inoue ha affermato che le pre-proiezioni del film sono state un successo in base alla risposta che hanno ricevuto e ha invitato i fan a guardarlo. Anime Now ha elogiato la pellicola, godendo della trama seria che andava in contrasto con le storie più leggere degli spin-off. Nonostante sia un prequel, lo scrittore ha notato che il climax ha abbastanza tensione per intrattenere gli spettatori che sapevano come sarebbe andata a finire. Inoltre, il recensore ha visto Shirō come un personaggio più tragico per via delle sue continue sconfitte, ma allo stesso tempo diventa un "personaggio affascinante e complesso". Sia The Fandom Post che Blu-ray hanno elogiato il lungometraggio per essere di facile comprensione confrontando la ricerca di Shirō come una ripresa alternativa di un altro Fate/Stay Night dando loro un senso di conclusione nonostante la sua tragedia. Hanno anche elogiato il character design dei personaggi e le sequenze di combattimento.